# Утакмице фудбалске репрезентације Мађарске 1907.
| Домаћин · 1907 | Гост · 1907 |

Фудбалска репрезентација Мађарске је током 1907. године одиграла четири утакмице, против уобичајених противника: Краљевине Чешке и Аустрије. Два пораза, две победе на билансу.
Савезни капетан репрезентације: Ференц Штобе.

## Утакмице
| Мађарска                                      | 5 : 2 (1 : 2) | Краљевина Бохемија     |
| --------------------------------------------- | ------------- | ---------------------- |
| Јожеф Хорват 21’ 70’ 85’ · Имре Молнар II 80’ | Извештај      | Пеликан 9’ · Милка 29’ |

| Аустрија                                 | 3 : 1 (0 : 0) | Мађарска  |
| ---------------------------------------- | ------------- | --------- |
| Ф. Динман 54’ · Шедиви 62’ · Ф. Волф 86’ | Извештај      | Карољ 87’ |

| Краљевина Бохемија                      | 5 : 3 (2 : 3) | Мађарска                                                 |
| --------------------------------------- | ------------- | -------------------------------------------------------- |
| J. Кошек 15’ 35’ 86’ · Ј. Белка 62’ 88’ | Извештај      | Тивадар Горски 4’ · Јанош Седничек 16’ · Ференц Вајс 25’ |

| Мађарска                                              | 4 : 1 (3 : 0) | Аустрија   |
| ----------------------------------------------------- | ------------- | ---------- |
| Гашпар Борбаш 11’ 37’ · Владар 18’ (а.г.) · Карољ 47’ | Извештај      | Динман 80’ |

Састав репрезентације Мађарске на 11. утакмици
Ласло Ижо, Ђула Румболд, Ференц Нађ, Тивадар Горски, Шандор Броди, Ђула Биро, Аладар Ниснер, Јожеф Хорват, Имре Шлосер, Имре Молнар II, Гашпар Борбаш
- Селектор: Ференц Штобе[3]

Састав репрезентације Мађарске на 12. утакмици
Ласло Ижо, Ђула Нирнсе, Ференц Нађ, Тивадар Горски, Шандор Броди, Ференц Вајс, Аладар Ниснер, Јене Карољ, Јожеф Хорват, Имре Шлосер, Гашпар Борбаш
- Селектор: Ференц Штобе[4]

Састав репрезентације Мађарске на 13. утакмици
Ласло Домонкош, Ђула Румболд, Ференц Нађ, Тивадар Горски, Петер Фицере, Изидор Киршнер, Карољ Бошњаковитц, Ференц Вајс, Јанош Седничек, Имре Шлосер, Гашпар Борбаш
- Селектор: Ференц Штобе[5]

Састав репрезентације Мађарске на 14. утакмици
Ласло Домонкош, Ђула Румболд, Ференц Чидер, Тивадар Горски, Петер Фицере, Изидор Киршнер, Ференц Браун, Јене Карољ, Имре Шлосер, Ђула Вангел, Гашпар Борбаш
- Селектор: Ференц Штобе[6]

## Белешка
1. ↑  Држи рекорд за најмлађег играча који је икада постигао хет-трик за репрезентацију.[2]
Гашпар Борбаш  57’

## Играчи репрезентације
| - Ђула Румболд - Шандор Броди - Гашпар Борбаш - Имре Шлосер - Ференц Вајс - Јене Карољ - Изидор Киршнер - Ђула Вангел - Ференц Штобе, селектор |